# Bodianus neilli
Bodianus neilli là một loài cá biển thuộc chi Bodianus trong họ Cá bàng chài. Loài này được mô tả lần đầu tiên vào năm 1867.

## Từ nguyên
Từ định danh của loài được đặt theo tên của A. G. Brisbane Neill, một người bạn của tác giả.

## Phạm vi phân bố và môi trường sống
B. neilli có phạm vi phân bố giới hạn ở Trung Ấn Độ Dương. Loài này chỉ được tìm thấy ở bờ biển Ấn Độ, ngoài khơi Sri Lanka và biển Andaman; những ghi nhận về sự xuất hiện của loài này tại Maldives còn nhiều nghi vấn. B. neilli sống xung quanh những rạn san hô ngoài khơi và trong các đầm phá, được quan sát và thu thập ở độ sâu đến ít nhất là 30 m.

## Mô tả
B. neilli có chiều dài cơ thể tối đa được ghi nhận là 20 cm. Cá con có màu nâu sẫm (gần như đen), lốm đốm các vệt màu trắng. Có hai đốm đen lớn: một ở vây lưng và trên vây hậu môn, một đốm tương tự nhỏ hơn trên vây bụng và ở trước vây lưng. Cá trưởng thành màu đỏ ửng hồng ở thân trước; vùng dưới đầu, ngực và bụng màu trắng, phần thân còn lại và cuống đuôi màu vàng. Vây bụng và vây hậu môn màu vàng, có các vệt đốm đỏ. Đuôi có màu đỏ.
Cá con của B. neilli có kiểu hoa văn khá giống với Bodianus axillaris, nhưng các vệt đốm trắng của B. axillaris lại lớn và rõ hơn. Hơn nữa, B. axillaris có một vệt trắng bao quanh miệng, trong khi B. neilli chỉ có một đốm ở vùng trên mõm.
Số gai ở vây lưng: 12; Số tia vây ở vây lưng: 10; Số gai ở vây hậu môn: 3; Số tia vây ở vây hậu môn: 12; Số tia vây ở vây ngực: 15–17.

## Sinh thái học
Thức ăn của B. neilli là những loài thủy sinh không xương sống như nhuyễn thể và giáp xác. Loài này được đánh bắt bởi những người thu mua cá cảnh.

### Trích dẫn
- Martin F. Gomon (2006). "A revision of the labrid fish genus Bodianus with descriptions of eight new species" (PDF). Records of the Australian Museum, Supplement. Quyển 30. tr. 1–133. ISSN 0812-7387.